# Paraliparis impariporus
Paraliparis impariporus és una espècie de peix pertanyent a la família dels lipàrids. És de color negre. Tenen setanta vèrtebres i la femella fa 16,2 cm de llargària màxima. És un peix marí i batidemersal que viu entre 1.040 i 1.050 m de fondària al talús continental. És probablement bentos|bentònic o bentopelàgic. Es troba a l'Índic oriental: la costa occidental de Tasmània (Austràlia). És inofensiu per als humans.